# 1078 (szám)
Az 1078 (római számmal: MLXXVIII) az 1077 és 1079 között található természetes szám.

## A szám a matematikában
A tízes számrendszerbeli 1078-as a kettes számrendszerben 10000110110, a nyolcas számrendszerben 2066, a tizenhatos számrendszerben 436 alakban írható fel.
Az 1078 páros szám, összetett szám. Kanonikus alakja 21 · 72 · 111, normálalakban az 1,078 · 103 szorzattal írható fel. Tizenkét osztója van a természetes számok halmazán, ezek növekvő sorrendben: 1, 2, 7, 11, 14, 22, 49, 77, 98, 154, 539 és 1078.
Az 1078 érinthetetlen szám: nem áll elő pozitív egész számok valódiosztó-összegeként.

## Csillagászat
- 1078 Mentha kisbolygó